# Szczepan Koruba

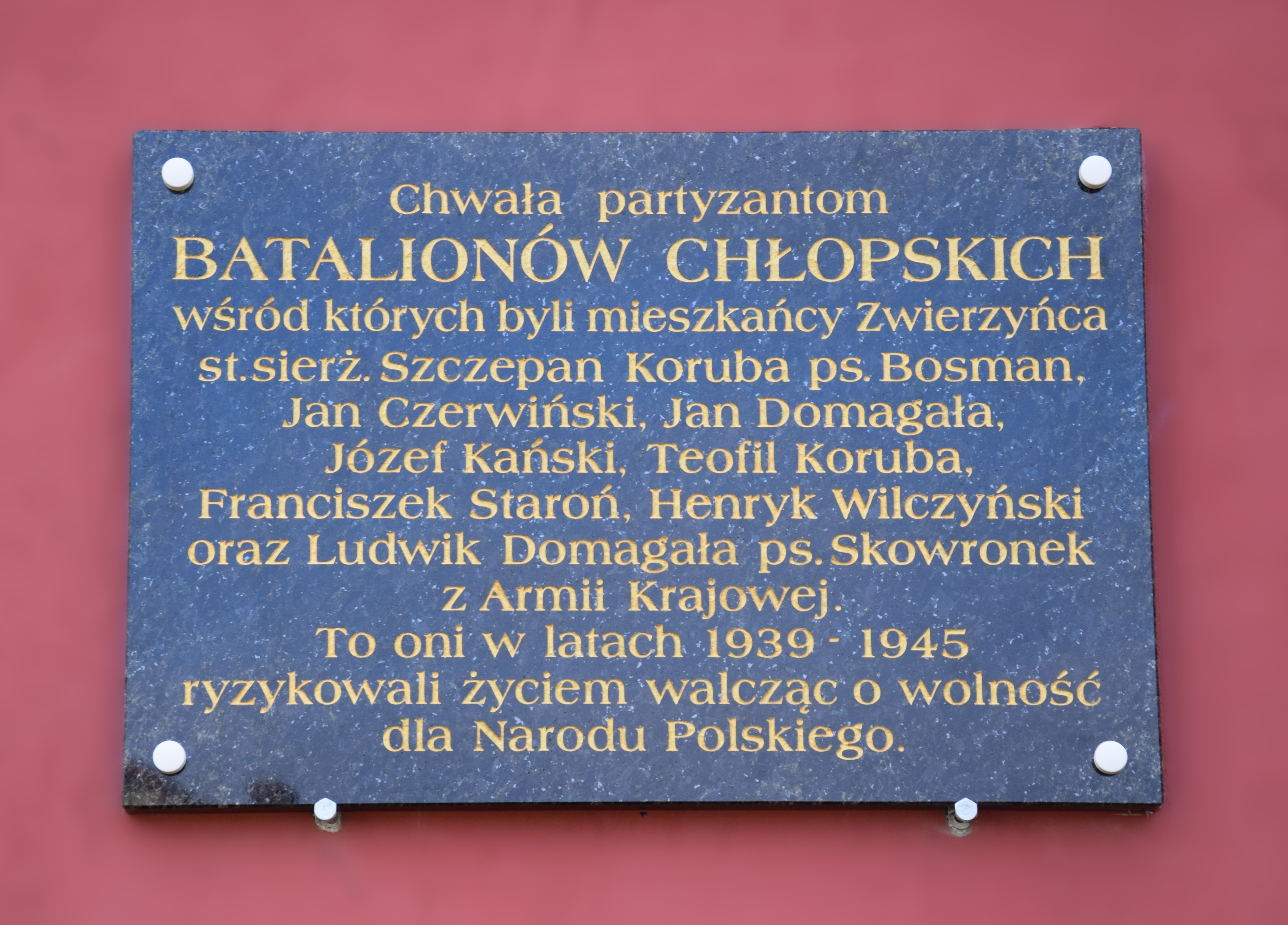
Tablica upamiętniająca m.in. Szczepana Korubę, umieszczona w Zwierzyńcu przez mieszkańców w 2024

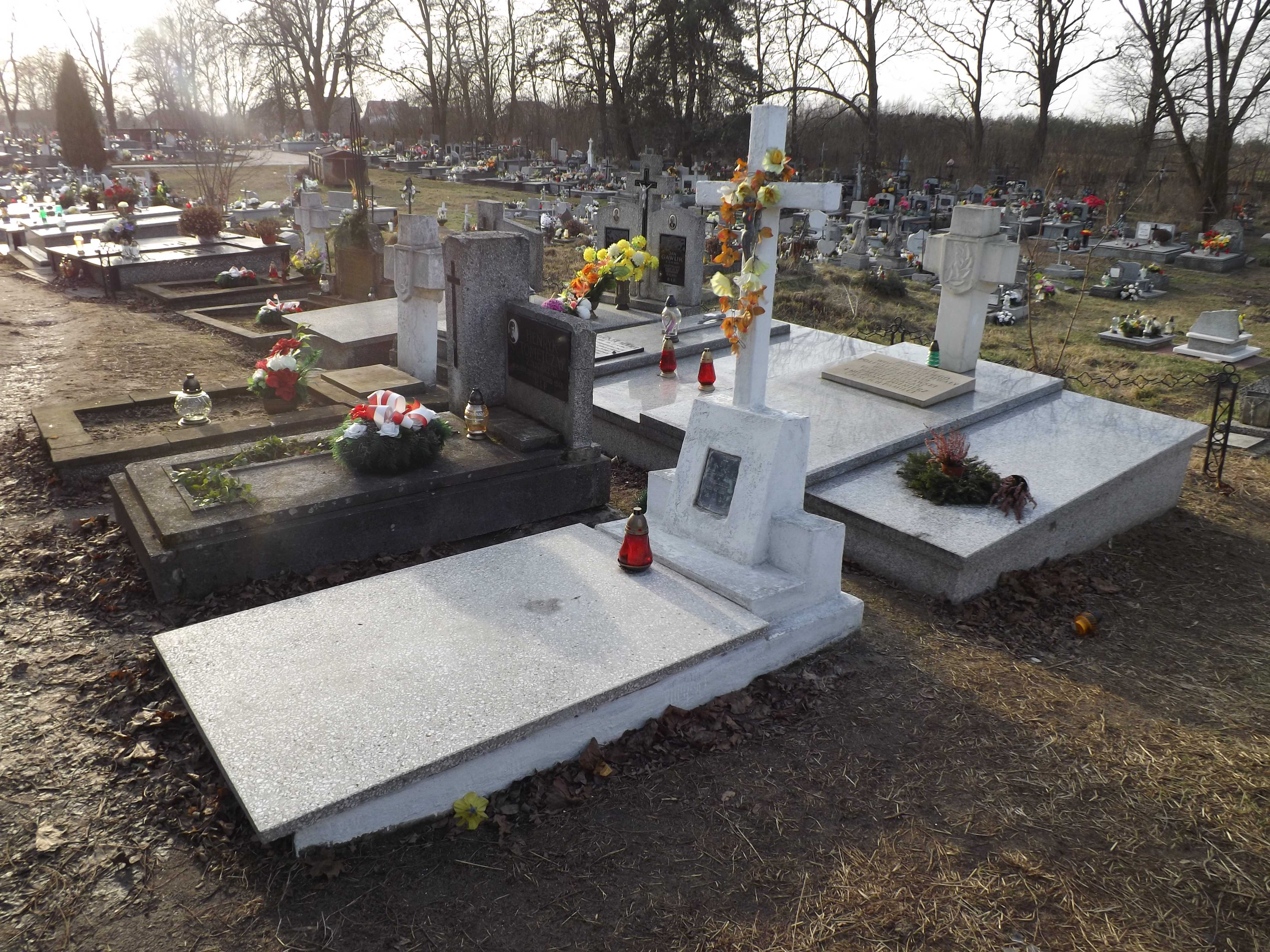
Na pierwszym planie grób Szczepana Koruby, w sektorze dla partyzantów i żołnierzy na cmentarzu w Szańcu

Szczepan Koruba, ps. „Bosman”, (ur. 25 grudnia 1915 w Zwierzyńcu, zm. 9 sierpnia 1944 pod Elżbiecinem) – polski działacz ruchu ludowego, uczestnik kampanii wrześniowej, żołnierz Batalionów Chłopskich, jeden z organizatorów ataku na niemieckie więzienie w Pińczowie.

## Życiorys
Urodził się w Zwierzyńcu w wielodzietnej rodzinie chłopskiej. Rodzice, Władysław i Katarzyna Korubowie utrzymywali się z prowadzenia gospodarstwa rolnego. Brał udział w wojnie obronnej w 1939 r. Walczył na Helu. Do niewoli niemieckiej trafił 30 września i został osadzony w obozie Stalag II C w Greifswalde. Po ucieczce z niewoli wrócił do kraju, wstąpił do Batalionów Chłopskich i w rodzinnej miejscowości założył komórkę wspomnianej organizacji podziemnej. Odkomenderowany do grupy specjalnej Ludowej Straży Bezpieczeństwa wyróżnił się w wielu akcjach sabotażowych i dywersyjnych. W ruchu oporu używał pseudonimu Bosman. W BCh został awansowany do stopnia starszego sierżanta i dowodził plutonem w oddziale Henryka Grabali. Był jednym z organizatorów i uczestników akcji zakończonej 13 lipca 1944 r. rozbiciem więzienia w Pińczowie. Brał udział w potyczce stoczonej 3 sierpnia 1944 r. przez oddziały Armii Krajowej i Batalionów Chłopskich z oddziałem armii niemieckiej pod Skorzowem. 6 sierpnia dowodził patrolem oddziału Batalionów Chłopskich który z zasadzki zaatakował w okolicy Skorzowa silny patrol niemiecki. W czasie walki zginęło kilku Niemców, w tym oficer.
Okoliczności śmierci
Szczepan Koruba jako jeden z organizatorów nowej władzy, 9 sierpnia 1944 udał się z miejscowości w której mieszkał do Buska Zdroju. Miasto zostało wyzwolone 6 sierpnia przez partyzantów z oddziałów Armii Krajowej i Batalionów Chłopskich wspartych czołówką armii radzieckiej w sile batalionu, wysłanej z przyczółka baranowsko sandomierskiego. W okolicach miejscowości Mikułowice natknął się przypadkowo na patrol niemiecki, składający się z dwóch pojazdów pancernych. Poległ w nierównej walce z Niemcami pod wsią Elżbiecin. Ciało spoczęło 10 sierpnia 1944 roku na cmentarzu parafialnym w Szańcu w sektorze wydzielonym dla żołnierzy i partyzantów. Na tablicy nagrobnej umieszczono napis:

Ś.P. Szczepan Koruba żył lat 29 zginął z rąk hitlerowców 23 VIII 1944 r. POKÓJ JEGO DUSZY

Nadmienić należy, że na tablicy nagrobnej mylnie podano datę jego śmierci, prawidłowa data śmierci to 9 sierpnia 1944 roku, dodatkowo niektóre publikacje podają, że padł ofiarą zbrodni niemieckich dokonanych w Lesie Wełeckim koło Buska-Zdroju, co też nie jest zgodne z prawdą. Szczepan Koruba był jedną z ofiar okupacji niemieckiej, której w okresie Polski Ludowej zbudowano pomnik w Wygodzie Kozińskiej. 